# 鳥取県道311号板井原濁谷線
鳥取県道311号板井原濁谷線（とっとりけんどう311ごう いたいばらにごたにせん）は、鳥取県日野郡日野町を通る一般県道である。

## 概要
日野郡日野町板井原から日野郡日野町濁谷に至る。

### 路線データ
- 起点：鳥取県日野郡日野町板井原（国道181号交点）
- 終点：鳥取県日野郡日野町濁谷（国道180号交点）
- 総延長：約6.9 km
- 通行不能区間：日野郡日野町板井原 - 日野郡日野町三土（約1.5 km）

## 歴史
- 1974年（昭和49年）3月30日 - 鳥取県告示第276号により鳥取県道248号板井原濁谷線として認定される[1]。
- 1982年（昭和57年）9月10日 - 現行の県道番号に変更される。
- 1984年（昭和59年）8月31日 - 鳥取県告示第645号により正式に番号変更の告示がなされる[2]。

## 地理

### 通過する自治体
- 日野郡日野町

### 交差する道路
| 交差する道路 | 交差する場所 | 交差する場所 |
| ------------ | ------------ | ------------ |
| 国道181号    | 板井原       | 起点         |
| 通行不能区間 |              |              |
| 国道180号    | 濁谷         | 終点         |

### 沿線
- 板井原川